# Romil·la
Romil·la fou la primera comtessa consort de Barcelona, esposa del comte Berà.
Una filla de Guillem I de Tolosa tenia el nom de Romil·la, però la seva mare és desconeguda. Si fou la mateixa Romil·la esposa de Berà, com sembla molt probable, hauria de ser del segon matrimoni de Guillem amb Guitburga, i llavors Berà hauria de ser necessàriament del primer matrimoni, ja que la seva dona havia de ser més jove. En tot cas, això implicaria que Berà es va casar amb la seva germanastra (cosa que no era excepcional a l'època). Però, com que el successor de fet (encara no hi havia dret hereditari) de Guillem fou el fill Bernat (dit Bernat de Septimània) fill de la segona dona, la incògnita hi persisteix. De fet, Berà semblava destinat a ser el successor quan va caure en desgràcia el 820 donant pas a Bernat i Gaucelm, fills del segon matrimoni i del patit contrari a Berà i, per tant, no hi ha una clara contradicció: si Berà fos fill de la segona dona, Romil·la no seria la seva esposa sinó una dama d'una altra família, però llavors l'enfrontament entre els bàndols de Berà i de Bernat-Gaucelm no s'explicaria.
No es coneix la data de la seva mort. Apareix esmentada en la fundació del monestir de Nostra Senyora d'Alet.